# 청년

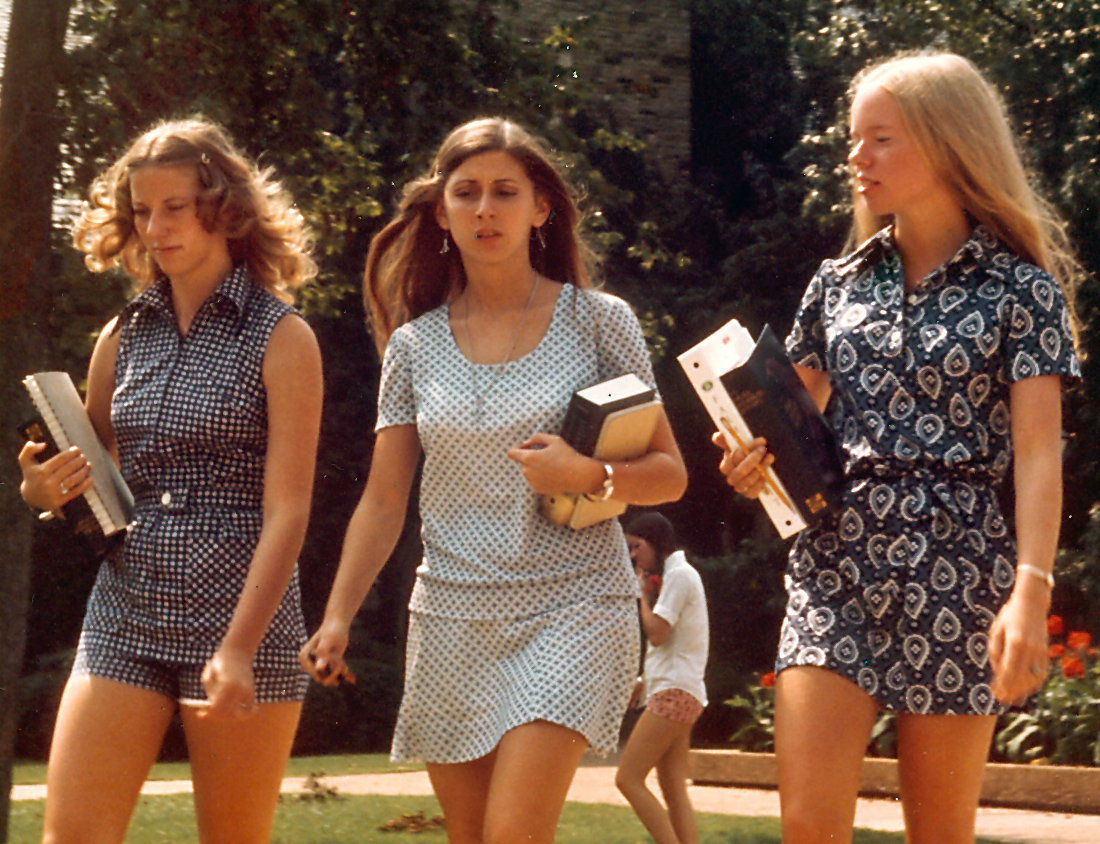
1973년 미국의 대학생 여성들의 모임

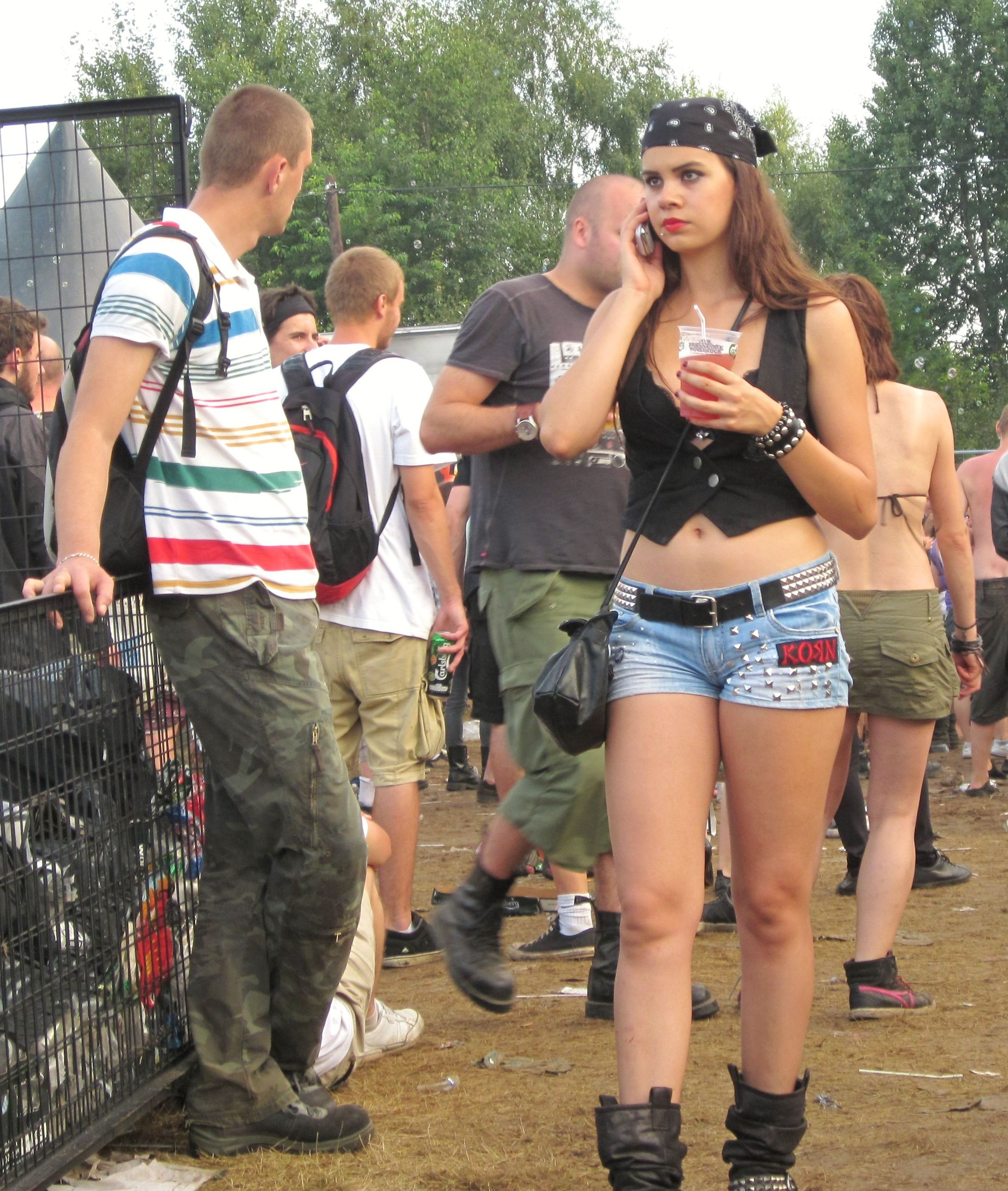
평상복을 입은 젊은이들이 2011년 폴란드 우드스톡 페스티벌(폴란드)에 참석한다.

청년(靑年)은 성년이라고도 하며, 인간의 세번째 과정이다. 나라마다 청년을 지침하는 기준이 다르다, 유엔(UN)은 대략 15세에서 24세 사이의 사람을 청년으로 정의했으며, 대한민국에서는 법률상 만 19세 이상부터 만 34세 이하를 청년으로 칭한다. 다만 일부 조례에서는 만 39세 이하 등으로 확대하는 경우도 있다. 고려, 조선 시대에는 사람들이 청년기에 죽는 경우가 많았다. 올림픽에 출전한 선수들은 대체로 청년층이지만, 일부 종목 (예: 사격)의 선수들은 청년층이 아닌 경우도 있다.

## 사전적 의미
청년은 신체적ㆍ정신적으로 한창 성장하거나 무르익은 시기에 있는 사람을 뜻하며, 과거에는 10대후반에서 20대 정도의 나이대에 있는 사람을 뜻하였으나, 수명이 늘어나고 삶의 주기 전체가 길어지면서 현대사회에서는 20대~30대 정도의 나이대에 속하는 남성과 여성을 아우르는 말이되었다. 청년은 푸름의 의미를 갖고 있으며, 흔히 청춘세대라고도 한다.

## 넓은 의미와 사용
청춘(靑春)은 계절상 봄을 가리키는 말로, 생애에 원기가 왕성한 젊은 시절을 가리킨다.

### 계절과 청춘
청춘이란, 원래 봄을 가리키는 말이며, 고대 중국의 오행사상에서 봄은 청(靑)에 해당되며, 여름은 적(赤), 가을은 백(白), 겨울은 현(玄)에 해당한다고 보았다. 이에 각 계절은 청춘(靑春), 주하(朱夏), 백추(白秋), 현동(玄冬)이라는 말로 각 계절을 나타내게 되었다.
따라서 청춘이라 함은 봄을 가리키는 단어이고, 이에 더해 인생에 있어, 젊은 시절을 의미하기도 한다. 젊음을 상징하는 말이기 때문에, 문학이나 음악이나 영화 등에서 제목으로 많이 다루어지고 있다. 특히 젊음을 소재로 한 소설과 만화 등은 청춘소설, 청춘만화 등으로 불린다.

## 청년의 범위

### 대한민국
대한민국 청년기본법에서는 만 19~34세까지의 남녀 모두를 청년으로 보고 있다. 국가 기관인 대한민국 통계청은 만 15~29세까지의 남녀 모두를 청년으로 보고 있다. 대한민국 청소년법은 9~24세 남녀 모두로 대상을 정한다. 대한민국에서 정당은 19~45세의 당원을 청년당원으로 규정한다. 2013년 출범한 청년위원회는 20세~39세까지의 남녀 모두를 정책대상으로 정한다.

## 대한민국 청년의 독립
대한민국에서 대학생의 부모로부터의 독립은 어려운 일이다. 알바몬이 2016년 1,144명의 대학생을 상대로 설문조사한 결과에 따르면 68.7%의 대학생들이 "나는 아직 어른이 아니다."라고 하고 있다. 49.5%의 대학생들이 아직 부모의 경제적 지원, 보호하에 살고 있기 때문에 그렇게 느낀다고 하였다.
2014년 대학내일 20대 연구소에서 대학생 400명을 상대로 설문조사한 결과 주거비, 등록금을 제외한 대학생 월평균 생활비는 33만 4천 원이다. 학업을 병행하면서 등록금, 주거비, 생활비를 대학생이 다 벌기는 불가능하다.
대학 졸업 후에도 취직하지 않거나 취직하더라도 부모의 보호를 벗어나지 못하는 20-30대도 있다. 잡코리아가 성인 3,574명을 대상으로 조사한 결과 20대의 43.7%, 30대의 33.7%, 40대 이상의 18%가 자신이 캥거루족이라고 하였다. 20-30대 기혼자 중에도 캥거루족이라 답한 비율이 각각 25.8%, 20.4%다. 이들은 여전히 부모로부터 경제적인 지원을 받는 것으로 나타났다.(68.2%) 대학 졸업, 취직, 또는 결혼 후에도 부모의 지원을 받게 되는 가장 어려운 점은 집값 부담(69.1%)과 생활비 부담(64.7%)이 있었다. 취업 또는 결혼을 하고도 부모에게 얹혀사는 이들을 '신 캥거루족'이라고 부른다.
대한민국 청년의 독립이 어려운 이유는 과거에 비해 둔화된 경제성장과 취업난, 자립성을 길러주지 못하는 교육정책, 자녀 보호를 많이 하는 가족문화, 청년 세대의 독립에 대한 자신감 부족 등이 있다. 청년들의 독립이 어려워짐에 따라 부모의 경제적 부담과 노후 준비 어려움이 생기는 문제점이 있다.

## 같이 보기
- 청년 실업

## 참조
1. ↑  “청년: 네이버 국어사전”. 2015년 6월 10일에 원본 문서에서 보존된 문서. 2013년 9월 22일에 확인함.
2. ↑  “통계청 청년층”. 2013년 10월 22일에 확인함.
3. ↑  “청소년기본법”. 2013년 10월 22일에 확인함.
4. ↑  “새누리당 청년위원회 규정”. 2014년 7월 14일에 원본 문서에서 보존된 문서. 2013년 10월 22일에 확인함.
5. ↑  최한나 (2016년 6월 7일). “누가 나를 엄마 주머니에서 꺼내줄까”. 《덕성여대신문》. 2018년 6월 25일에 확인함.